# Тегисшиль
Тегисшиль (каз. Тегісшіл) — село в Сарыагашском районе Туркестанской области Казахстана. Административный центр Тегисшильского сельского округа. Код КАТО — 515479100.

## Население
В 1999 году население села составляло 621 человек (289 мужчин и 332 женщины). По данным переписи 2009 года, в селе проживало 1265 человек (673 мужчины и 592 женщины).